# 148342 Carverbierson
148342 Carverbierson este o planetă minoră (asteroid) din centura de asteroizi. A fost descoperită pe 27 august 2000 la Observatorio de Cerro Tololo⁠(d) de Marc Buie⁠(d). 
Obiectul prezintă o orbită caracterizată de o semiaxă mare de 2,7864737663011 UAi, o excentricitate de 0,064499517035848, o înclinație de 5,2521432808427 ° în raport cu ecliptica.